# Kontrastempfindlichkeit
Der Begriff Kontrastempfindlichkeit wird in der Physik, der Medizin und der Wahrnehmungspsychologie zur Beschreibung von visuellen Wahrnehmungen verwendet. 
Je niedriger der gesehene Kontrast ist, desto höher ist die Kontrastempfindlichkeit, die sich demzufolge als Kehrwert des Kontrastes definiert. Beträgt der kleinste wahrnehmbare Kontrast beispielsweise 20 %, also 0,2, so entspricht das einer Kontrastempfindlichkeit von 1/0,2=5. 
Die Kontrastempfindlichkeit hängt von vielen Faktoren ab, einer davon ist die Adaptation der Netzhaut. Sie ist unter mesopischen oder skotopischen Bedingungen, also beim Dämmerungs- oder Nachtsehen, niedriger als unter photopischen (Tagessehen). Ein helladaptiertes Auge kann somit viel geringere Leuchtdichtenunterschiede wahrnehmen als ein dunkeladaptiertes. Auch die Leuchtdichte des Hintergrundes beeinflusst die Kontrastempfindlichkeit. Beispielsweise kann man die Sterne am Himmel nur nachts in der Dunkelheit, jedoch nicht bei Tageslicht sehen. Der Grund hierfür ist, dass nur bei Nacht der Unterschied zwischen der Leuchtdichte der Sterne und der des Himmels oberhalb der Lichtunterschiedsschwelle liegt. Ein ähnliches Beispiel stellt ein gedruckter Text dar, der nur bei adäquater Beleuchtung mühelos gelesen werden kann, obwohl der Kontrast der Buchstaben unabhängig von der Beleuchtung ist. Um die höchste Kontrastempfindlichkeit zu erreichen, muss die Leuchtdichte des Hintergrundes zwischen 3 und 3000 cd/m² betragen.
Nach den Ergebnissen einer bei Goldstein (2002) wiedergegebenen Computeranimation sieht ein Neugeborenes wie durch ein Milchglas. D.h. Neugeborene können keine feinen Einzelheiten sehen, aber relativ große Objekte mit starkem Kontrast.